# Aspinothorax insolentis
Aspinothorax insolentis is een eenoogkreeftjessoort uit de familie van de Tisbidae. De wetenschappelijke naam van de soort is voor het eerst geldig gepubliceerd in 2004 door Moura & Martínez Arbizu.